# Раудик, Илла
Илла Раудик (род. 10 января 1944 года) — мастер спорта СССР международного класса (подводное ориентирование).

## Карьера
С 1968 года работала в ДОСААФ. В 1968—1978 годах — член сборной СССР. Обладатель нескольких медалей чемпионатов мира, Европы и СССР. В 1973 году была признана лучшей спортсменкой Эстонии. Многократная чемпионка Эстонии по плаванию в ластах и подводному ориентированию.
С 1989 года тренирует детей.